# کنیچی ایمایزومی
کنیچی ایمایزومی (انگلیسی: Kenichi Imaizumi; ۱۳ مارس ۱۹۳۴ – ۲۳ دسامبر ۲۰۱۸) بازیکن بسکتبال اهل ژاپن بود.